# Wollmar Boström
Wollmar Filip Boström (* 15. Juni 1878 in Överselö; † 7. November 1956 in Stockholm) war ein schwedischer Tennisspieler und Diplomat.

## Sportliche Karriere
Boström nahm an den Olympischen Spielen 1908 in London und 1912 in Stockholm teil. Bei den Spielen 1908 gewann er an der Seite von Gunnar Setterwall die Bronzemedaille in der Doppelkonkurrenz (Halle), nachdem sie sich im Spiel um Platz 3 gegen Lionel Hunter Escombe und Josiah Ritchie in fünf Sätzen durchgesetzt hatten. Im Einzel in der Halle schied er sieglos aus. Vier Jahre später  blieb er trotz der Teilnahme an vier von sechs Konkurrenzen ohne Medaillengewinn. Viel mehr konnte er nur im Einzel auf Rasen ein Match für sich entscheiden. Sein einziges Match in Wimbledon verlor er im Jahr 1905.
Von 1909 bis 1913 war er Präsident des schwedischen Tennisverbandes.

## Persönliches
Boström stammte aus einer politischen Familie. Sein Vater Filip August Boström war Regierungspräsident der Provinz Södermanland. Er war außerdem der Neffe von Erik Gustaf Boström, dem Bruder seines Vaters, der zweimal Ministerpräsident Schwedens gewesen war.
Nach seinem Studium an der Universität Uppsala nahm Boström 1903 seine Tätigkeit im diplomatischen Dienst auf. Bis 1918 bekleidete er verschiedene Verwaltungsämter und war von 1918 bis 1922 Kabinettssekretär. Danach wurde er schwedischer Botschafter in Spanien und Portugal, ehe er von 1925 bis 1945 Botschafter in den Vereinigten Staaten war. Im Laufe seiner diplomatischen Karriere wurden ihm mehrere Ehrendoktorwürden verliehen, darunter auch die von der Universität Uppsala.
Ab 1907 war er mit Gertrude Wennerbergsgatan verheiratet.